# 保罗·雅内斯
保罗·雅内斯（德語：Paul Janes，1912年3月11日—1987年6月12日），德国男子足球运动员，场上位置是边后卫。他曾代表德国国家队参加1934年和1938年国际足联世界杯，其中1934年世界杯获得季军。